# 감마선 분광법

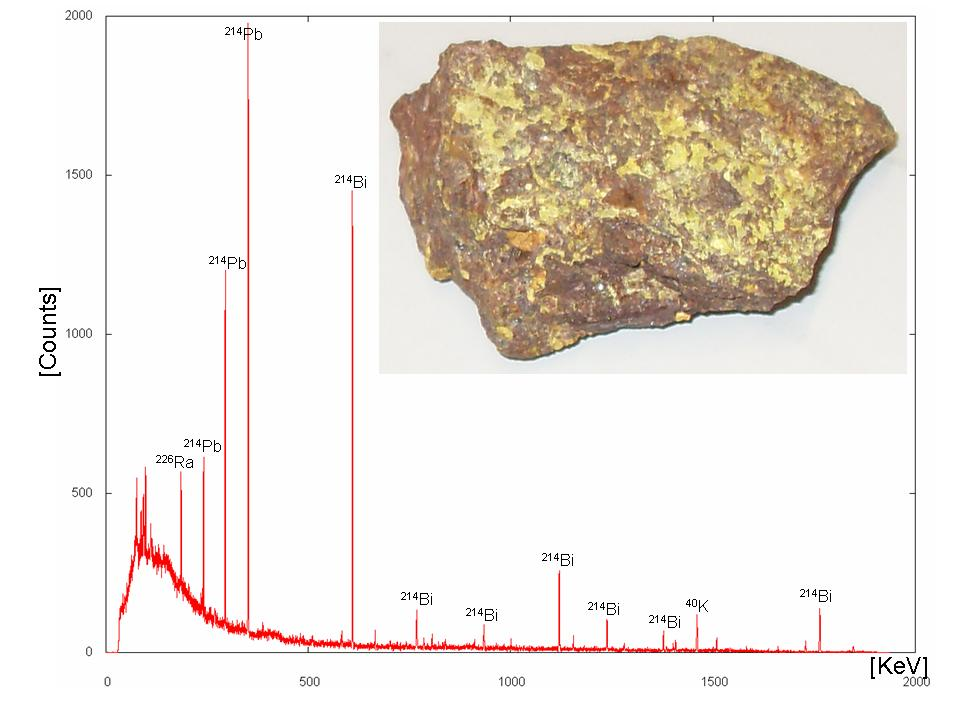
우라늄의 감마선 스펙트럼.

감마선분광법은 감마선 에너지 스펙트럼에 대한 정량적 연구이다. 감마선은 고에너지를 가지고 있는 전자기파로서 물리적으로는 높은 광양자 에너지 또는 진동수(더 적은 파장)를 가진것을 제외하곤 X선, 가시광선, 적외선과 같다.(낮은 준위의 전자기파가 많은 낮은 에너지 준위로 구성되어 관측되는 반면, 감마선은 일반적으로 높은 에너지 준위를 가지고 있어서 입자성이 강하여 개개로 관측된다.) 가이거 계수기와 감마선 측정기는 오로지 비율만을 측정할 수 있다.(단위 시간당 감마선이 감지기에 도달한 개수만을 측정), 또한 감마선분광기는 방출된 감마선으로부터 감마선 광양자의 에너지를 측정 할 수 있다. 방사성 핵(방사성핵종)은 일반적으로 수keV에서 10MeV까지의 에너지 준위를 가진 감마선을 오랜기간동안 방출한다. 천체물리학이나 미립자 물리학에서 고에너지(1TeV이상)에서 연속적인 스펙트럼이 관찰되는 것에 비해, 방사성 핵에서 방출 된 감마선은 전형적으로 "라인스펙트럼"을 만든다.(이유인 즉, 양자화된 에너지로 많은 광양자가 방출 되기 때문이다) 감마선과 X선의 경계는 모호 하지만 감마선이 20keV이하의 핵에서의 낮은 준위의 에너지를 방출하는 전자기파를 의미하는데 반면 X선이 일반적으로 100 Kev이상의 원자에서 방출된 고 에너지의 전자기파를 의미한다,
대부분의 방사성 물질은 다양한 에너지 준위와 인텐시티로 감마선을 생성한다. 이러한 감마성 방출은 감마선분광법을 통하여 분서되며, 감마선 에너지 스펙트럼을 출력해낸다. 이러한 스펙트럼의 자세한 분석은 감마선을 방출한 물질에 대한 특성을 연구하는데 활용된다. 광분석법(optical spectroscopy)의 광스펙트럼이 어떠한 물질에 들어 있는 원자와 분자의 고유한 특성을 나타내듯이, 감마스펙트럼은 감마선을 방출 하는 방사성 핵종을 포함한 물질을의 고유한 특성이다.
감마선분광법은 방사선에너지관측기, 펄스분류기(a pulse sorter) (멀티채널분석기와 같은), 어소시에이트증폭기(associated amplifiers)와 데이터 송신기에 사용된다. 가장 일반적인 감지기로는 요오드화나트륨(NaI) 신틸레이션 계수기와 저미늄 측정기가 있다.

## 같이 보기
- 질량 분석법
- 뫼스바우어 분광학
- 엑스선분광학